# Forstheim
Forstheim je občina v departmaju Bas-Rhin francoske regije Alzacija.
Leta 1990 je v občini živelo 561 oseb oz. 111 oseb/km².